# BM 13901
La tablette d'argile babylonienne no 13901 du British Museum, BM 13901, est l'un des plus anciens textes mathématiques connus. Elle comporte environ vingt-quatre problèmes et leurs solutions, écrits en cunéiforme, les nombres étant notés en utilisant le système sexagésimal. Le nombre exact de problèmes n'est pas certain car la tablette est abîmée par endroits, seuls vingt et un problèmes peuvent être reconstitués avec certitude. Elle fut probablement écrite sous le règne d'Hammurabi, au tout début du XVIIIe siècle av. J.-C.
Les problèmes sont classés suivant une progression pédagogique au point que Maurice Caveing qualifie cette tablette de « véritable petit manuel d'algèbre, consacré à l'équation du second degré et aux systèmes d'équations, et donnant les procédures résolutoires fondamentales ».
Chaque problème est énoncé à la première personne et suivi d'une procédure à suivre basée sur les données de l'énoncé, écrite à la seconde personne. Les problèmes présentés sur la tablette donnent un panorama exhaustif de ce qui serait nommé de nos jours « problèmes du second degré » à une ou deux inconnues, avec les limitations des connaissances mathématiques de cette époque.
Conformément à la tradition mésopotamienne, le nombre inconnu cherché est appelé le côté du carré, et le carré de ce nombre la superficie du carré. Mais cette interprétation géométrique est battue en brèche : le scribe n'hésite pas à ajouter un côté à une superficie au mépris de l'homogénéité des grandeurs, ce qui a conduit certains historiens des mathématiques à parler d'algèbre mésopotamienne et d'équations, et à considérer que les babyloniens manipulent des « nombres abstraits » et non simplement des grandeurs comme leurs contemporains égyptiens ou leurs successeurs grecs. Cependant, des recherches plus récentes montrent que ces calculs apparemment abstraits peuvent tous être interprétés à l'aide de manipulations géométriques.

## Description et histoire de la tablette
BM 13901 est une tablette d'argile rectangulaire, d'environ 12 cm de large pour 20 cm de long.
Elle a été transcrite, traduite en français et analysée en 1936 par François Thureau-Dangin, puis en 1937 par Otto Neugebauer, avec traduction en allemand. Neugebauer montre la maîtrise de l'algèbre par les paléo-babyloniens. La vision de Neugebauer a longtemps fait autorité, sans être remis en cause.
Maurice Caveing (1994) a montré la progression pédagogique des problèmes de cette tablette, la qualifiant de « manuel de calcul du second degré au temps d'Hammurapi ». Jens Høyrup a proposé une nouvelle traduction, utilisant un vocabulaire plus concret et plus géométrique, à base de partage et recollement de figures. Cette nouvelle traduction est accompagnée d'une nouvelle interprétation, elle aussi plus géométrique et concrète, des méthodes de résolution.

## Étude du premier problème
Le premier problème et sa solution occupent les quatre premières lignes de la tablette. Il est ainsi traduit par Thureau-Dangin : 
J’ai additionné la surface et (le côté de) mon carré : 45´.
Puis par Neugebauer :
La surface et le (côté du) carré j’ai additionnés, et c’est 0;45.
Et enfin par Høyrup :
La surface et ma confrontation j’ai accumulées : 45.
Si on note x le côté du carré, le problème à résoudre peut être traduit, en algèbre moderne, par l'équation x2 + x = 3/4.

### Traductions
Thureau-Dangin
J'ai additionné la surface et (le côté de) mon carré : 45'.
Tu poseras 1, l'unité. Tu fractionneras 1 en deux : 30'.
Tu croiseras 30' et 30' : 15'.
Tu ajouteras 15' à 45' : 1'.
C'est le carré de 1.
Tu soustrairas 30', que tu as croisé, de 1 : 30', le côté du  carré.
Høyrup
J’ai joint la surface et le côté de mon carré : c’est 45’. 1, le watsitum,
tu poseras. La moitié de 1 tu couperas. Tu croiseras 30’ et 30’.
15’ et 45’ tu accoleras : 1. 1 a pour côté 1. Le 30’ que tu as croisé,
du cœur de 1 tu arracheras : 30’ est le côté du carré.

## Les problèmes
Les problèmes sont les suivants (pour faciliter la lecture, ils sont traduits en langage algébrique actuel, les inconnues étant désignées par les lettres x et y). Dans ces textes « le carré » signifie toujours le côté du carré, que nous noterons x. Dans la même idée, x2 traduira la surface du carré. Il est à noter que, dans le système sexagésimal babylonien, 20 et 1/3 sont notés de la même façon, de même que 45 et 3/4 et, plus généralement, tout nombre a est noté comme a×60 et a/60.

### Problèmes 1 à 7
Les sept premiers problèmes correspondent à des équations qui seraient aujourd'hui notées la forme ax2 + bx = c, les paramètres b et c étant des fractions positives, a pouvant être négatif — dans ce dernier cas, les babyloniens parlent de soustraction, les nombres négatifs ne leur étant pas connus. Les méthodes de résolution diffèrent suivant les valeurs de a et b et le fait que la solution « tombe juste » ou pas. Toutes les possibilités sont passées en revue dans ces sept problèmes.
Problème 1

« J'ai additionné la surface et mon carré : 45. »

Équation correspondante : x + x2 = 45.
Problème 3

« J'ai soustrait le tiers de la surface, puis j'ai ajouté le tiers du carré : 20. »

Équation correspondante : x2 - 1/3x2 + 1/3x = 20.
Problème 5

« J'ai additionné la surface et mon carré et le tiers de mon carré : 55. »

Équation correspondante :  x2 + x + 1/3x = 55.
Problème 6

« J'ai additionné la surface et les deux tiers de mon carré : 35. »

Équation correspondante :  x2 + 2/3x = 35.

### Problèmes 8 à 14
Les problèmes 8 à 14 portent sur des problèmes mettant en jeu deux inconnues. À chaque fois, la première partie du problème consiste à additionner deux carrés (équation de la forme x2 + y2 = c), les variantes portant sur la deuxième partie du problème.
Problème 8
Cette partie est endommagée. On y lit :

« J'ai additionné la surface de mes deux carrés : 21,40. »

Mais la suite est peu lisible. En se basant sur les problèmes suivants et en considérant que la tablette donne un panorama de tous les types de problèmes possibles résolubles par les mésopotamiens, sans répéter le même problème, les historiens proposent une phrase semblable à :

« J'ai additionné mes carrés : 50. »

C'est-à-dire donnant l'équation x + y = 50.